# Регушевський Євген Семенович
Євген Семенович Регушевський (21 жовтня 1934, село Бджільна — 9 грудня 2024 Крим) — український мовознавець, літературознавець, доктор філологічних наук, професор.

## Біографія
Народився 21 жовтня 1934 р. в селі Бджільна Теплицького району Вінницької області.
У 1955 р. закінчив історико-філологічний факультет (спеціальність «українська мова та література») Вінницького державного педагогічного університету, 1958 р. — аспірантуру при Київському державному педагогічному інституті.
Викладацьку діяльність розпочав у 1958 р. асистентом кафедри української мови у Рівненському педагогічному інституті. З 1963 р. по 1967 р. працював деканом факультету педагогіки і методики початкової освіти у Бердичівському педагогічному інституті, у 1971—1975 рр. — проректором з навчальної роботи Кіровоградського державного педагогічного інституту.
З серпня 1975 р. по серпень 2004 р. — завідувач кафедри українського мовознавства, з січня 1981 по серпень 2004 р. — декан філологічного факультету Таврійського національного університету ім. В. І. Вернадського.
У 1963 р. захистив дисертацію на тему: «Мовознавча термінологія І. Я. Франка у світлі його лінгвістичних поглядів».
У 1964 р. присвоєно вчене звання доцента, 1993 р. — професора.

## Наукова та педагогічна діяльність
Під його керівництвом захищено 8 кандидатських дисертацій.
Опублікував понад 200 наукових і методичних праць, найважливішими серед яких є: «Словник літературознавчих термінів Івана Франка» (1966) (у співавторстві); «Короткий словник перифраз» (1985) (у співавторстві), «Словник фразеологічних синонімів» (1988) (у співавторстві), «Вступ до лінгвокультурології» (2003), «Коротка порівняльна характеристика іменникових форм східнослов'янських мов» (2005), «Кримськотатарські чоловічі імена та імена по батькові (Кримськотатарсько-український правописний словник)» (2005) (у співавторстві).

## Нагороди
- Почесний професор Таврійського національного університету ім. В. І. Вернадського.
- Заслужений працівник народної освіти України (1999).
- Нагороджений медалями:
  - «За доблесну працю»,
  - «Ветеран праці»,
  - «Будівничий України»,
- знаками:
  - «Відмінник освіти України»,
  - «За відмінні успіхи в галузі вищої освіти СРСР».